# (1249) Rutherfordia
(1249) Rutherfordia ist ein Asteroid des Hauptgürtels, der am 4. November 1932 vom deutschen Astronomen Karl Wilhelm Reinmuth in Heidelberg entdeckt wurde. 
Benannt ist der Asteroid nach einer Privatsternwarte in Rutherford.